# Herminia approximata
Herminia approximata là một loài bướm đêm trong họ Noctuidae.